# Last Nite
"Last Nite" é um single de 2001 da banda de indie rock dos Estados Unidos da América, The Strokes, tirado do disco de estréia Is This It.

## Videoclipe
O videoclipe foi dirigido por Roman Coppola. A banda não queria gravar um vídeo para "Last Nite", então decidiram fazer uma performance ao vivo da música e usá-la como clipe, solução que foi aceita pela gravadora. Uma das partes mais conhecidas do vídeo é a cena em que o microfone cai na cabeça do baterista Fabrizio Moretti após ser empurrado pelo guitarrista Albert. Fabrizio tenta colocar o microfone no lugar com a baqueta, o que não dá certo, e por fim outros microfones acabam caindo no chão.

## Faixas

### Last Nite (UK e U.S.)
1. "Last Nite" (Álbum) - 3:15
2. "When It Started" - 2:59

### Last Nite (AUS)
1. "Last Nite" (Álbum) - 3:15
2. "When It Started" - 2:59
3. "Last Nite" (ao vivo) - 3:27
4. "Take It or Leave It" (ao vivo) - 3:29

## Posições
| Paradas (2001-2002)                            | Posições |
| ---------------------------------------------- | -------- |
| Austrália (ARIA)                               | 47       |
| Europe (Eurochart Hot 100)                     | 49       |
| Escócia (Scottish Singles Chart)               | 10       |
| Reino Unido (UK Singles Chart)                 | 14       |
| Reino Unido (OCC UK Indie)                     | 1        |
| Estados Unidos (Billboard Alternative Airplay) | 5        |